# Nikka Costa
Domenica Costa (Tokio, 4 juni 1972), beter bekend als Nikka Costa, is een Amerikaanse zangeres, die in haar muziek elementen uit de popmuziek, vooral funk, soul, blues, progressieve rock en electropop combineert.

## Levensloop
Costa is de dochter van Don Costa, een componist en producer van popmuziek. Als kind nam ze diverse albums met hem op, waarvan er veel platina werden. Frank Sinatra, een goede vriend van haar vader, was haar peetoom. Hoewel ze relatief onbekend is in de Verenigde Staten, heeft ze daarbuiten meer succes voornamelijk in Australië en Duitsland.

### Privé
Costa is getrouwd met haar tekstschrijver en producer Justin Stanley.

## Discografie
- Nikka Costa (1981)
- Fairy Tales (1983)
- Here I Am... Yes, It's Me (1989)
- Butterfly Rocket (1996)
- Everybody Got Their Something (2001)
- Can'tneverdidnothin' (2005)
- Pebble to a Pearl (2008)
- Pro*Whoa (ep, 2011)
- Nikka & Strings: Underneath and in Between (2017)